# خط راه‌آهن میانه-اردبیل
خط راه‌آهن میانه-اردبیل یا راه‌آهن اردبیل از طرح‌های ملی خطوط ریلی ایران است که از سال ۱۳۸۴ شروع شد و همچنان در دست احداث است. این پروژه که عمر آن به حدود دو دهه می‌رسد، با هدف اتصال استان اردبیل، تنها استان فاقد خط آهن در آن زمان، به شبکه ریلی سراسری کشور کلید خورد. در طول این مدت، وعده‌های متعددی برای افتتاح آن توسط دولت‌های مختلف، از دولت هشتم تا سیزدهم، داده شده است که اغلب محقق نشده‌اند. این تأخیرهای مکرر، پروژه را به نمادی از چالش‌های توسعه زیرساختی در کشور تبدیل کرده است.
این خط که دارای ۱۷۵ کیلومتر طول است از شهر میانه آغاز و در شهر اردبیل به پایان می‌رسد، بنابر برنامه در آینده این خط از شهر اردبیل به‌طور مجزا در دو مسیر مجزا خط راه‌آهن اردبیل-بستان‌آباد و خط راه‌آهن اردیبل-پارس آباد امتداد پیدا می‌کند. خط راه‌آهن اردبیل-پارس‌آباد به راه‌آهن کشور جمهوری آذربایجان متصل می‌شود. با پایان خط راه آهن اردبیل پارس‌آباد در کنار مسیر راه‌آهن رشت-آستارا، ارتباط بندر عباس در خلیج فارس به هلسینکی فنلاند میسر می‌شود. مطالعات این پروژه در سال ۱۳۷۶ آغاز شده و در چهارم تیر ماه ۸۱ بود که رئیس جمهور دولت هشتم در استادیوم تختی از احداث راه آهن در این استان خبر داد، این پروژه در سال ۱۳۸۲ در پیوست قانون بودجه کل کشور مصوب گردید، رویدادی که قرار بود در سال کلنگ‌زنی آن که ۸۳  بود، ۵ ساله تحقق یابد اما طرح شروع نشد.
اما بالاخره پس از تصویب کوتاه‌ترین مسیر، پروژه راه آهن اردبیل- میانه در سال ۱۳۸۴ با بودجه مصوب ۵ میلیارد تومانی وارد فاز عملیاتی گردید و مقرر شد تا طی چند سال افتتاح گردد اما هنوز پس از گذشت ۱۸ سال، همچنان مردم استان اردبیل از داشتن خط آهن ریلی محروم هستند. آخرین وعده رسمی برای بهره‌برداری از فاز نخست این راه‌آهن، شهریور ۱۴۰۴ (سپتامبر ۲۰۲۵) اعلام شده است.
طولانی شدن دوره ساخت یک پروژه ریلی ۱۷۵ کیلومتری، حتی با در نظر گرفتن پیچیدگی‌های فنی، نشان‌دهنده یک مشکل سیستمی در مدیریت پروژه‌های زیرساختی در ایران است. این وضعیت نه تنها به دلیل چالش‌های فنی، بلکه به دلیل عدم تخصیص پایدار منابع و تغییر اولویت‌های سیاسی در دولت‌های مختلف رخ داده است. توقف و ازسرگیری‌های مکرر در روند اجرایی، نشان‌دهنده نبود یک برنامه بلندمدت و مستمر در اجرای پروژه‌های ملی است.

## بستر جغرافیایی و ویژگی‌های مسیر
مسیر راه‌آهن میانه-اردبیل به طول ۱۷۵ کیلومتر، از شهر میانه در استان آذربایجان شرقی آغاز شده و در شهر اردبیل به پایان می‌رسد. طراحی این خط ریلی به شدت تحت تأثیر توپوگرافی دشوار منطقه است. بر اساس مشخصات فنی، ۳۵ درصد از مسیر در مناطق کوهستانی و صعب‌العبور، ۴۵ درصد در تپه‌ماهورها و تنها ۲۰ درصد در مناطق هموار قرار دارد. این شرایط جغرافیایی، ساخت این راه‌آهن را به یکی از دشوارترین و پرهزینه‌ترین پروژه‌های ریلی در ایران تبدیل کرده است.
این خط ریلی شامل هفت ایستگاه است: میانه، سبزآباد، فیروزآباد، گنجگاه، مهماندوست و اردبیل. ایستگاه اصلی اردبیل در فاصله ۱۰ کیلومتری شرق شهر اردبیل، در نزدیکی روستای آقاباقر واقع شده است. این موقعیت، دسترسی به شهر را برای مسافران و حمل بار نیازمند برنامه‌ریزی حمل‌ونقل مکمل شهری می‌کند.
پیچیدگی زمین‌شناسی مسیر، به طور مستقیم و علت‌وار، منجر به افزایش چشمگیر هزینه‌های ساخت و طولانی شدن زمان اجرا شده است. ساخت‌وساز در مناطق کوهستانی، نیاز به احداث تعداد زیادی تونل و پل‌های بلند را ایجاب می‌کند که هر دو از نظر فنی و مالی بسیار پرهزینه هستند. این واقعیت که بخش عمده‌ای از مسیر در مناطق دشوار قرار دارد، به طور طبیعی هزینه‌های عملیات خاکی، بتن‌ریزی، و لاینینگ تونل‌ها را به شدت بالا می‌برد و به این پروژه لقب "پرهزینه‌ترین" در میان پروژه‌های ریلی ایران را داده است.

## چالش‌ها و نوآوری‌های فنی و مهندسی

#### چالش‌های طراحی
مسیر راه‌آهن اردبیل-میانه به دلیل شرایط زمین‌شناسی و ژئوتکنیکی خاص خود، با چالش‌های طراحی و اجرایی فراوانی روبرو بوده است. انجمن تونل ایران حتی سخنرانی علمی-کاربردی با موضوع "چالش‌های زمین‌شناسی و ژئوتکنیکی در محور راه‌آهن میانه-اردبیل" برگزار کرده است. این امر نشان‌دهنده اهمیت و پیچیدگی مسائل زمین‌شناسی در این پروژه است.
یکی از مشکلات اساسی در طراحی، برآوردهای اولیه نادرست بوده است. به عنوان مثال، طول تونل‌ها که در طرح اولیه حدود ۱۸ کیلومتر پیش‌بینی شده بود، در مرحله طراحی تفصیلی به حدود ۲۴ کیلومتر افزایش یافت. این افزایش قابل توجه، نشان‌دهنده محاسبات اولیه اشتباه یا عدم شناخت کافی از شرایط زیرسطحی است. این دست‌کم گرفتن پیچیدگی‌های مهندسی در مراحل اولیه، پیامدهای پرهزینه‌ای را به دنبال داشته است، از جمله نیاز به بازنگری‌های مکرر در طراحی، افزایش حجم عملیات اجرایی، و در نتیجه، تأخیر در زمان‌بندی و افزایش هزینه‌ها. گزارش‌هایی مبنی بر ریزش تونل‌ها و رانش زمین که پایه‌های پل‌ها را تخریب کرده است، بر پیچیدگی‌های ژئوتکنیکی و نیاز به مطالعات دقیق‌تر و مداوم در طول پروژه تأکید می‌کند. این وقایع، پرسش‌هایی جدی را درباره کیفیت مطالعات ژئوتکنیک اولیه و لزوم انتشار عمومی این اسناد برای شفافیت بیشتر مطرح می‌سازد.

#### ویژگی‌های مهندسی متمایز
با وجود چالش‌های فراوان، پروژه راه‌آهن میانه-اردبیل شاهکارهای مهندسی قابل توجهی را به نمایش گذاشته است. این خط ریلی ۱۷۵ کیلومتری شامل ۶۲ تونل به طول کلی ۲۳,۸۱۰ متر و ۲۹ پل بزرگ به طول ۴,۳۰۰ متر است. این تعداد و حجم سازه‌های خاص، این پروژه را در زمره دشوارترین طرح‌های اجرایی کشور قرار می‌دهد.
یکی از برجسته‌ترین دستاوردهای مهندسی در این مسیر، احداث پل دره‌ای آرپاچای است که با پایه‌ای به ارتفاع ۸۱ متر (برخی منابع ۸۵ متر) و طول ۲۶۴ متر، بلندترین پایه پل در شبکه ریلی ایران محسوب می‌شود. این پل نه تنها از نظر ابعاد، بلکه از نظر تکنولوژی ساخت نیز حائز اهمیت است. پل سارای، نمونه دیگری از نوآوری‌های مهندسی در این پروژه است. سیستم عرشه آن در بخش‌های اول و سوم از باکس بتنی پیش‌تنیده به روش طره آزاد و در بخش دوم به صورت صندوقه پیش‌تنیده درجا ریخته شده است. فونداسیون پایه‌ها و کوله‌ها نیز از نوع عمیق هستند. این پل در سال ۱۴۰۲ به عنوان پروژه برتر در بیست و یکمین همایش روز بتن توسط انجمن بتن ایران انتخاب شد. این دستاوردها نشان می‌دهد که با وجود دشواری‌های زمین‌شناسی، توان فنی و مهندسی داخلی کشور قادر به اجرای پروژه‌های پیچیده و در سطح جهانی است.
این پروژه به عنوان یک "شاهکار مهندسی" با اتکا به توان داخلی توصیف شده است. این توصیف نشان می‌دهد که مهندسان و متخصصان ایرانی، با وجود موانع طبیعی و مالی، توانسته‌اند راهکارهای خلاقانه و مؤثری برای غلبه بر چالش‌های طراحی و اجرا ارائه دهند. با این حال، این توانایی مهندسی بالا، به طور همزمان با تأخیرات طولانی همراه بوده است. این وضعیت نشان می‌دهد که حتی با وجود قابلیت‌های فنی برجسته، دشواری ذاتی زمین و همچنین عوامل غیرفنی مانند تأمین مالی پایدار، می‌تواند روند تکمیل پروژه را به شدت کند کند. بنابراین، تأخیرها عمدتاً ناشی از کمبود قابلیت مهندسی نیست، بلکه بازتابی از مقیاس عظیم و پیچیدگی بی‌نظیر این پروژه در کنار چالش‌های مدیریتی و مالی است.
راه‌آهن میانه-اردبیل برای حداکثر سرعت ۱۶۰ کیلومتر بر ساعت برای قطارهای مسافری و ۱۲۰ کیلومتر بر ساعت برای قطارهای باری طراحی شده است. این سرعت، در مقایسه با استانداردهای بین‌المللی برای "راه‌آهن سریع‌السیر" که معمولاً از ۲۰۰ تا ۲۵۰ کیلومتر بر ساعت یا بیشتر آغاز می‌شود، در دسته خطوط ریلی "متعارف مدرن" قرار می‌گیرد. این بدان معناست که این خط برای قطارهای سریع‌السیر به مفهوم جهانی آن طراحی نشده است.
انتخاب سرعت ۱۶۰ کیلومتر بر ساعت، احتمالاً یک رویکرد عمل‌گرایانه در طراحی بوده است. ساخت یک خط ریلی با سرعت بالاتر در چنین منطقه کوهستانی و صعب‌العبوری، هزینه‌های سرسام‌آورتر و پیچیدگی‌های مهندسی به مراتب بیشتری را به دنبال داشت. این امر می‌توانست زمان تکمیل پروژه را بیش از پیش طولانی کند و توجیه اقتصادی آن را به چالش بکشد. بنابراین، این تصمیم طراحی، نشان‌دهنده توازن بین نیاز به اتصال ریلی مدرن و واقعیت‌های جغرافیایی و اقتصادی پروژه است. این خط، با وجود عدم طبقه‌بندی به عنوان "سریع‌السیر"، همچنان می‌تواند به طور قابل توجهی زمان سفر و حمل‌ونقل بار را در منطقه کاهش دهد و کارایی شبکه ریلی را افزایش بخشد.

## تأثیر و توجیه اقتصادی

#### حمل‌ونقل کالا و مسافر
راه‌آهن میانه-اردبیل با هدف اتصال استان اردبیل به شبکه ریلی کشور برای جابجایی مسافر و بار طراحی شده است. پیش‌بینی می‌شود در سال‌های اولیه بهره‌برداری، این خط سالانه ۶۰۰ هزار مسافر و ۲.۵ میلیون تن بار را جابجا کند. این ظرفیت در سال بیستم بهره‌برداری به ۱.۵ میلیون مسافر و ۴ میلیون تن بار افزایش خواهد یافت.
این پروژه مزایای اقتصادی متعددی را نوید می‌دهد، از جمله کاهش مصرف سوخت، کاهش استهلاک ناوگان حمل‌ونقل جاده‌ای، و افزایش ایمنی و کاهش تصادفات جاده‌ای. حمل‌ونقل ریلی به طور کلی برای جابجایی حجم بالای کالا، اقتصادی‌تر و ایمن‌تر از حمل‌ونقل جاده‌ای است. بنابراین، راه‌اندازی این خط می‌تواند به کاهش هزینه‌های کلی حمل‌ونقل در منطقه کمک کند، اگرچه آمار دقیقی در این زمینه در منابع موجود نیست.

#### تأثیر بر بازار کار
یکی از اهداف کلان پروژه راه‌آهن اردبیل، ایجاد اشتغال پایدار و کاهش محرومیت در مناطق کمتر توسعه‌یافته استان است. در مرحله ساخت، این پروژه فرصت‌های شغلی را فراهم کرده است. با این حال، در حال حاضر حدود ۶۰۰ نفر در این پروژه مشغول به کار هستند، در حالی که ظرفیت اشتغال‌زایی آن تا ۳۰۰۰ نفر برآورد شده است. این شکاف عمده در اشتغال‌زایی، عمدتاً به دلیل کمبود مداوم اعتبارات و تأخیر در پرداخت‌ها به پیمانکاران است.
فراتر از اشتغال مستقیم در ساخت‌وساز، انتظار می‌رود راه‌آهن با توسعه زیرساخت‌های لازم، به رشد اقتصادی، صنعتی و گردشگری استان کمک کرده و به طور غیرمستقیم فرصت‌های شغلی جدیدی را در بخش‌های مختلف ایجاد کند. این توسعه می‌تواند به بهبود وضعیت اقتصادی کلی استان و کاهش نرخ بیکاری کمک کند.

#### توجیه اقتصادی و نرخ بازگشت سرمایه (ROI)
توجیه اقتصادی راه‌آهن اردبیل همواره محل بحث و اختلاف نظر بوده است. کارشناسان حمل‌ونقل و ترانزیت معتقدند که خط میانه-اردبیل، و به ویژه طرح‌های توسعه آن به سمت پارس‌آباد، ممکن است توجیه اقتصادی کافی نداشته باشد، به خصوص در مقایسه با پروژه‌هایی مانند راه‌آهن رشت-آستارا که آورده‌های بین‌المللی بیشتری دارد.
یک نکته مهم در این بحث، تغییر در مبنای توجیه اقتصادی اولیه است. در سال ۱۳۸۲ (۲۰۰۳ میلادی)، مطالعات توجیهی این طرح بر اساس احداث یک کارخانه فولاد بسیار بزرگ در اردبیل انجام شد که قرار بود حجم عظیمی از بار را جابجا کند. اما این کارخانه در نهایت در مقیاس بسیار کوچک‌تری ساخته شد. این تغییر اساسی در فرض اولیه، توجیه اقتصادی پروژه را به چالش می‌کشد. در نتیجه، مزایای پروژه اکنون بیشتر به حمل‌ونقل مسافر، صادرات محصولات کشاورزی و پتانسیل ترانزیتی آینده متکی است که ممکن است نرخ بازگشت سرمایه متفاوتی داشته باشند.
با وجود این تردیدها، مقامات استانی اردبیل به طور مداوم بر توجیه اقتصادی مسیر انتخابی تأکید می‌کنند و آن را برای توسعه منطقه حیاتی می‌دانند. پروژه به طور مستمر از ردیف‌های اعتباری ملی و فاینانس بانکی تأمین مالی شده است. اخیراً، ۱۵ هزار میلیارد ریال (۱۵۰۰ میلیارد تومان) اعتبار از ردیف ملی تخصیص یافته  و مبلغ قابل توجه ۳۱ هزار و ۲۰۰ میلیارد ریال (۳۱۲۰ میلیارد تومان) نیز برای چهار ماه آینده از بودجه ملی و مولدسازی دارایی‌ها تصویب شده است. کل اعتبار مورد نیاز برای تکمیل پروژه حدود ۳ هزار میلیارد تومان (۳۰ هزار میلیارد ریال) برآورد شده که یک‌سوم آن بدهی معوق به پیمانکاران است.
عدم ارائه ارقام صریح برای نرخ بازگشت سرمایه (ROI) در منابع موجود، در کنار تخصیص‌های مالی کلان، نشان می‌دهد که تداوم پروژه بیش از آنکه بر اساس محاسبات دقیق سودآوری مالی باشد، از الزامات سیاسی و اجتماعی نشأت می‌گیرد. این پروژه به عنوان یک طرح ملی، نماد توسعه منطقه‌ای و پاسخ به مطالبه عمومی تلقی می‌شود و دولت‌ها برای تکمیل آن، فارغ از توجیه اقتصادی صرف، متعهد هستند.

#### نقش در زنجیره تأمین صنایع کشاورزی و صادراتی منطقه
راه‌آهن اردبیل نقش استراتژیکی در زنجیره تأمین صنایع کشاورزی و صادراتی منطقه ایفا خواهد کرد. این خط ریلی، حمل‌ونقل مواد اولیه مورد نیاز کارخانه ذوب آهن اردبیل از بنادر جنوبی را تسهیل می‌کند.
استان اردبیل، به ویژه منطقه مغان، یکی از قطب‌های مهم کشاورزی کشور است که سالانه بیش از ۴.۵ میلیون تن محصولات کشاورزی تولید می‌کند و پیش‌بینی می‌شود با بهره‌برداری از پایاب سد خداآفرین ، این میزان به ۵.۵ میلیون تن افزایش یابد. راه‌آهن می‌تواند این محصولات را به اقصی نقاط کشور و همچنین به بازارهای بین‌المللی صادر کند.
طرح توسعه خط ریلی به سمت مغان، پارس‌آباد و مرز بیله‌سوار، این راه‌آهن را به یک خط استراتژیک برای صادرات و تجارت با کشورهای حوزه روسیه و قفقاز تبدیل می‌کند. این مسیر می‌تواند کریدور ریلی شمال-جنوب کشور را تکمیل کرده و کشورهای آسیای شرقی را از طریق ریل به همسایگان شمال غربی ایران متصل سازد. این اتصال ریلی، ضمن کاهش هزینه‌ها و زمان حمل‌ونقل، به افزایش رقابت‌پذیری محصولات کشاورزی و صنعتی اردبیل در بازارهای منطقه‌ای و بین‌المللی کمک شایانی خواهد کرد.

## ابعاد اجتماعی و فرهنگی

#### واکنش‌های مردمی
تکمیل راه‌آهن اردبیل، اصلی‌ترین و دیرینه‌ترین مطالبه مردم استان اردبیل است. این پروژه به یک نماد از توسعه و پیشرفت برای مردم منطقه تبدیل شده و انتظار برای شنیدن سوت قطار، انتظاری ۱۸ ساله است.
با این حال، تأخیرهای طولانی و وعده‌های مکرر و محقق‌نشده برای افتتاح، موجی از ناامیدی را در میان مردم اردبیل و میانه ایجاد کرده است. عباراتی مانند "افتتاح قریب‌الوقوع" یا "تخصیص مرحله‌ای اعتبار" برای مردم معنای خود را از دست داده است. این وضعیت، پروژه را به "آزمونی حیثیتی" برای دولت‌های متوالی تبدیل کرده است. این فرسایش اعتماد عمومی، نشان می‌دهد که پروژه‌های زیرساختی بزرگ، فراتر از ابعاد فنی و اقتصادی، به سرمایه سیاسی دولت‌ها تبدیل می‌شوند. عدم تحقق وعده‌ها می‌تواند به نارضایتی عمومی و کاهش اعتماد به نهادهای دولتی منجر شود.

#### تأثیر بر مهاجرت، گردشگری و توسعه شهری
راه‌آهن اردبیل پتانسیل قابل توجهی برای تأثیرگذاری بر ابعاد اجتماعی و فرهنگی استان دارد. یکی از مهم‌ترین تأثیرات پیش‌بینی شده، رونق و توسعه گردشگری در استان است. مدیرعامل شرکت راه‌آهن جمهوری اسلامی ایران نیز صراحتاً اعلام کرده است که گردشگری ریلی از اهداف اصلی این پروژه است. بهبود دسترسی ریلی، می‌تواند تعداد گردشگران داخلی و خارجی را افزایش داده و به توسعه زیرساخت‌های گردشگری و ایجاد فرصت‌های شغلی در این بخش کمک کند.
این پروژه همچنین با ایجاد زیربناهای لازم، به توسعه اقتصادی، صنعتی و کاهش محرومیت در مناطق کمتر توسعه‌یافته استان کمک می‌کند. این توسعه همه‌جانبه می‌تواند به بهبود کیفیت زندگی مردم و کاهش مهاجرت از استان منجر شود. اگرچه داده‌های مستقیمی در مورد تأثیر راه‌آهن بر مهاجرت در منابع موجود نیست، اما بهبود شرایط اقتصادی و افزایش فرصت‌های شغلی، به طور معمول، مهاجرت معکوس را تشویق و از مهاجرت جوانان جلوگیری می‌کند. استاندار اردبیل نیز به دلیل "مهاجرت‌پذیری" استان، بر تداوم توجه مسئولان استانی تأکید کرده است.
از منظر توسعه شهری، راه‌آهن می‌تواند به عنوان یک کاتالیزور عمل کند. اتصال به شبکه ریلی، موقعیت استراتژیک شهر اردبیل را تقویت کرده و آن را به یک قطب حمل‌ونقل و لجستیک در منطقه تبدیل می‌کند. این امر می‌تواند منجر به رشد مناطق صنعتی و تجاری در اطراف ایستگاه‌ها، توسعه مناطق مسکونی جدید و بهبود خدمات شهری شود. 

#### دسترسی به ایستگاه‌ها
ایستگاه اصلی راه‌آهن اردبیل در فاصله ۱۰ کیلومتری شرق شهر اردبیل، در نزدیکی روستای آقاباقر در دست احداث است. این موقعیت، دسترسی مستقیم مردم بومی به ایستگاه را نیازمند برنامه‌ریزی برای حمل‌ونقل عمومی مکمل می‌کند. در حال حاضر، جزئیات دقیقی درباره برنامه‌های حمل‌ونقل عمومی برای اتصال ایستگاه به مرکز شهر و مناطق اطراف در منابع موجود نیست. با این حال، وزیر راه و شهرسازی بر ارائه "تمام خدمات ایستگاهی و ریلی" تأکید کرده است , که به طور ضمنی شامل تدابیر دسترسی نیز می‌شود.

## بستر تاریخی و سیاسی

#### ایده اولیه ساخت راه‌آهن و دلایل طولانی شدن اجرا
ایده اولیه احداث راه‌آهن اردبیل به اوایل دهه ۱۳۸۰ (حدود سال ۲۰۰۳) بازمی‌گردد، زمانی که توجیه اصلی آن بر پایه ساخت یک کارخانه فولاد بسیار بزرگ در اردبیل استوار بود. عملیات اجرایی خط میانه-اردبیل به طور رسمی در سال ۱۳۸۴ (۲۰۰۵ میلادی) آغاز شد. با این حال، این پروژه از همان ابتدا با تأخیرهای طولانی و بی‌سابقه‌ای مواجه شد که آن را به یک "پروژه ۲۰ ساله" تبدیل کرده است.
دلایل اصلی این تأخیر طولانی به طور خلاصه، شامل موارد زیر است:
- پیچیدگی فنی و جغرافیایی: مسیر راه‌آهن اردبیل-میانه به دلیل عبور از مناطق کوهستانی و تپه‌ماهورهای صعب‌العبور، نیازمند عملیات مهندسی گسترده‌ای از جمله احداث ۶۲ تونل و ۲۹ پل بزرگ است. این شرایط، به طور ذاتی زمان‌بر و پرهزینه است. علاوه بر این، برخی کارشناسان به "محاسبات اشتباه" در مطالعات اولیه اشاره کرده‌اند که منجر به افزایش طول تونل‌ها و پیچیدگی‌های غیرمنتظره در حین اجرا شده است. همچنین، گزارش‌هایی از ریزش تونل‌ها و رانش پایه‌های پل‌ها نشان‌دهنده چالش‌های ژئوتکنیکی پیش‌بینی نشده است.[۳][۲۵]
- کمبود و نوسانات اعتباری: مهم‌ترین عامل تأخیرزا در پروژه‌های بزرگ راه‌آهن، عدم تأمین اعتبار کافی و عدم پرداخت به موقع مبالغ مالی به پیمانکاران است. پروژه راه‌آهن اردبیل نیز از این قاعده مستثنی نبوده و با "تنگناهای اعتباری" و "بدهی‌های معوق به پیمانکاران" مواجه بوده است. این نوسانات مالی، روند اجرایی را به کندی کشانده و بارها متوقف کرده است.[۲۵][۲۶]
- تغییرات در توجیه اقتصادی اولیه: همانطور که پیشتر ذکر شد، توجیه اولیه پروژه بر پایه ساخت یک کارخانه فولاد بزرگ بود که در مقیاس کوچک‌تری محقق شد. این تغییر، نیاز به بازنگری در توجیه اقتصادی و شاید تغییر اولویت‌ها را ایجاد کرد.[۵]
- سیاسی شدن پروژه: پروژه راه‌آهن اردبیل به شدت سیاسی شده است. هر دولت جدیدی که روی کار می‌آید، وعده تکمیل آن را می‌دهد و این پروژه به "آزمونی حیثیتی" برای دولت‌ها تبدیل شده است. این سیاسی شدن می‌تواند به جای برنامه‌ریزی بلندمدت و پایدار، به وعده‌های کوتاه‌مدت و تخصیص‌های اعتباری مقطعی منجر شود که در نهایت به تأخیر بیشتر دامن می‌زند. حتی شهادت رئیس‌جمهور نیز به عنوان عاملی برای خروج پروژه از برنامه زمان‌بندی ذکر شده است.[۲۵][۲۷]

#### نقش دولت‌ها و تغییر سیاست‌ها در روند پیشرفت یا توقف پروژه
راه‌آهن اردبیل-میانه، سرگذشت چهار دولت را در خود جای داده است. از دولت هشتم تا سیزدهم، وعده‌های متعددی برای اتمام این پروژه داده شده است. پیشرفت پروژه تا سال ۱۳۹۴ (۲۰۱۵ میلادی) بسیار کند بود، اما پس از آن با پیگیری مسئولان و تأمین فاینانس از بانک ملی، سرعت گرفت. 
دولت سیزدهم (دولت اخیر) با جدیت بیشتری تکمیل این راه‌آهن را در دستور کار قرار داد و بر اجرای بخش‌های گلوگاهی و پیچیده آن تمرکز کرد. در این دوره، بیش از ۲۰۰۰ میلیارد تومان (۲ همت) از منابع مختلف به این پروژه تخصیص یافت و پیشرفت فیزیکی آن از ۷۰ درصد به ۹۰ درصد افزایش یافت. با این حال، حتی با این تلاش‌ها، پروژه همچنان با تأخیر مواجه است و وعده‌های جدید برای افتتاح داده می‌شود.
این الگوی تکراری از وعده‌ها و تأخیرها، نشان‌دهنده سیاسی شدن پروژه‌های زیرساختی بزرگ است. هر دولتی تلاش می‌کند تکمیل این پروژه را به عنوان دستاورد خود معرفی کند، اما عدم وجود یک برنامه جامع و پایدار و نوسانات مالی، مانع از تحقق سریع آن می‌شود. این وضعیت، به طور مستقیم به فرسایش اعتماد عمومی و تبدیل پروژه به یک "آزمون حیثیتی" برای دولت‌ها منجر شده است.

#### گروه‌های سیاسی یا اقتصادی موافق و مخالف
پروژه راه‌آهن اردبیل به طور کلی از حمایت قوی مقامات استانی، نمایندگان مجلس و مردم منطقه برخوردار است. این گروه‌ها، تکمیل راه‌آهن را به عنوان یک مطالبه اصلی و حق مسلم مردم استان می‌دانند و بر اهمیت آن برای توسعه منطقه‌ای، افزایش اشتغال، و رونق گردشگری تأکید می‌کنند.
با این حال، در مورد مسیرهای مکمل، به ویژه امتداد خط به سمت پارس‌آباد و مرز آذربایجان، اختلاف نظرهایی وجود دارد. در حالی که مقامات استانی و نمایندگان مجلس اردبیل به شدت از این امتداد حمایت می‌کنند و آن را برای اتصال به کریدور شمال-جنوب و تجارت با کشورهای قفقاز و روسیه حیاتی می‌دانند ، برخی متخصصان حمل‌ونقل و ترانزیت در سطح ملی، توجیه اقتصادی این خط را زیر سوال می‌برند. آنها معتقدند که این خط به دلیل عدم وجود بار معدنی یا صنعتی کلان در منطقه پارس‌آباد، توجیه اقتصادی ندارد و مسیر رشت-آستارا برای ترانزیت بین‌المللی اولویت بالاتری دارد.
این تضاد بین توجیه اقتصادی منطقه‌ای و ملی، یک الگوی تکراری در پروژه‌های زیرساختی بزرگ است. تصمیم‌گیری‌ها اغلب تحت تأثیر فشارهای سیاسی منطقه‌ای برای پاسخگویی به مطالبات مردمی و توسعه متوازن استان‌ها قرار می‌گیرد، حتی اگر از دیدگاه صرفاً اقتصادی ملی، گزینه‌های دیگری بهینه‌تر باشند. امام جمعه اردبیل نیز در گذشته از مخالفت دولت با احداث خط اردبیل-پارس‌آباد ابراز تأسف کرده و بر اهمیت آن برای خدمات‌رسانی به مردم و مسافران آذری تأکید نموده است. این نشان‌دهنده یک کشمکش مداوم بین نیازهای محلی و استراتژی‌های کلان ملی است که می‌تواند به تأخیر در پروژه‌ها و تخصیص منابع کمتر از حد بهینه‌ منجر شود. 

## ملاحظات زیست‌محیطی

#### آسیب به اکوسیستم‌ها (جنگل فندقلو)
مسیر راه‌آهن میانه-اردبیل از مناطق با تنوع زیستی و اکولوژیکی حساس عبور می‌کند. جنگل فندقلو، که در نزدیکی اردبیل قرار دارد و بخشی از جنگل‌های هیرکانی ثبت شده در یونسکو است، یک اکوسیستم مهم با گونه‌های گیاهی و جانوری نادر محسوب می‌شود. اگرچه منابع موجود به طور مستقیم به آسیب‌های خاص ناشی از ساخت راه‌آهن به جنگل فندقلو اشاره نمی‌کنند، اما پروژه‌های بزرگ زیرساختی در نزدیکی چنین مناطق حساسی، به طور ذاتی نگرانی‌های زیست‌محیطی را افزایش می‌دهند.
تهدیدات عمومی برای جنگل فندقلو شامل استفاده بی‌رویه گردشگران، رهاسازی زباله، و تخریب زیستگاه‌ها است. بحث‌ها در مورد سایر پروژه‌های ریلی، مانند راه‌آهن رشت-آستارا، که نگرانی‌هایی درباره "تخریب جنگل‌های هیرکانی" را مطرح کرده است ، نشان می‌دهد که این دست نگرانی‌ها برای پروژه‌های ریلی در مناطق جنگلی ایران، رایج است.

#### تدابیر کاهش اثرات زیست‌محیطی
در اهداف پروژه راه‌آهن میانه-اردبیل، به "ترابری سبز و حفظ محیط‌زیست" اشاره شده است. این بیانگر تعهد رسمی به کاهش اثرات منفی زیست‌محیطی است. با این حال، جزئیات خاصی از تدابیر اتخاذ شده برای کاهش آلودگی یا حفاظت از اکوسیستم‌های محلی در منابع موجود نیست. به طور کلی، پروژه‌های زیرساختی بزرگ باید شامل برنامه‌های مدیریت پسماند، کنترل آلودگی هوا و آب، و حفاظت از زیستگاه‌ها باشند.

#### ارزیابی اثرات زیست‌محیطی (EIA) و نتایج آن
پروژه‌های بزرگ راه‌آهن در ایران ملزم به انجام ارزیابی اثرات زیست‌محیطی (EIA) هستند. تأییدیه سازمان حفاظت محیط‌زیست یکی از شروط لازم برای اجرای چنین طرح‌هایی است. در استان اردبیل، اداره کل حفاظت محیط‌زیست به طور فعال در تهیه و ارائه گزارش‌های EIA برای طرح‌های مختلف، از جمله صنعتی و خدماتی، مشارکت دارد.
تصویب طرح احداث راه‌آهن میانه-اردبیل توسط شورای اقتصاد در سال ۱۳۸۹ (۲۰۱۰ میلادی)، مشروط به اخذ تأییدیه سازمان حفاظت محیط‌زیست بوده است. این نشان می‌دهد که فرآیند EIA به عنوان یک گام قانونی در مراحل اولیه پروژه انجام شده است. با این حال، نتایج مشخص یا جزئیات گزارش EIA برای پروژه راه‌آهن اردبیل-میانه در منابع موجود ارائه نشده است. این عدم افشای عمومی نتایج EIA و تدابیر خاص اتخاذ شده، می‌تواند به عنوان یک شکاف بین تعهدات رویه‌ای و شفافیت عملی تلقی شود. این وضعیت ممکن است نگرانی‌هایی را در مورد میزان دقیق ارزیابی‌ها و اثربخشی راهکارهای کاهش اثرات زیست‌محیطی، به ویژه در نزدیکی مناطق حساس مانند جنگل فندقلو، ایجاد کند. شفافیت بیشتر در این زمینه می‌تواند به افزایش اعتماد عمومی و اطمینان از رعایت استانداردهای زیست‌محیطی کمک کند.

## تحلیل مقایسه‌ای و یکپارچگی شبکه ملی

#### مقایسه با پروژه‌های مشابه در ایران یا کشورهای همسایه (هزینه، زمان اجرا و طراحی)
پروژه راه‌آهن اردبیل-میانه به دلیل ماهیت کوهستانی و صعب‌العبور خود، یکی از پیچیده‌ترین و پرهزینه‌ترین پروژه‌های ریلی در ایران محسوب می‌شود. این پیچیدگی مهندسی، آن را با پروژه‌هایی که در مناطق دشوارتر جغرافیایی ساخته شده‌اند، قابل مقایسه می‌سازد. به عنوان مثال، راه‌آهن سراسری ایران که در دوران رضاشاه ساخته شد و دارای ۲۳۰ تونل و ۴۱۰۰ پل بود، در زمان خود گران‌ترین پروژه صنعتی ایران محسوب می‌شد. هزینه‌های ساخت راه‌آهن در مناطق کوهستانی ایران به طور کلی بسیار بالاست؛ به عنوان مثال، احداث هر کیلومتر خط آهن می‌تواند بالغ بر ۲۰ میلیارد تومان هزینه داشته باشد. در سال ۱۳۹۳، هزینه ساخت هر کیلومتر راه‌آهن بین ۵ تا ۷ میلیارد تومان برآورد شده بود که با تورم و افزایش قیمت‌ها، این رقم به مراتب بیشتر شده است. 
از نظر زمان اجرا، پروژه اردبیل-میانه با حدود ۲۰ سال ساخت، در مقایسه با بسیاری از پروژه‌های ریلی مشابه در ایران و حتی منطقه، زمان‌برتر بوده است. تأخیر در پروژه‌های بزرگ راه‌آهن یک موضوع رایج در سراسر جهان است و اغلب به عدم تأمین اعتبار و برنامه‌ریزی نامناسب بازمی‌گردد. این پروژه به دلیل طولانی شدن، به عنوان یک نمونه از پروژه‌هایی با تأخیر طولانی در ایران شناخته می‌شود.
در بحث طراحی، راه‌آهن اردبیل-میانه با ۶۲ تونل و ۲۹ پل بزرگ، از نظر تعداد و مقیاس سازه‌های خاص، در میان پروژه‌های ریلی کشور برجسته است. پل آرپاچای با ارتفاع ۸۱ تا ۸۵ متر، بلندترین پایه پل ریلی کشور را دارد. این ویژگی‌ها نشان‌دهنده چالش‌های طراحی و اجرای منحصر به فرد این مسیر در مقایسه با خطوط ریلی در مناطق هموارتر است.

#### مسیرهای ریلی مکمل و مزایای استراتژیک، اقتصادی و منطقه‌ای
راه‌آهن میانه-اردبیل به عنوان بخشی از کریدور شمال-جنوب ایران شناخته می‌شود. تکمیل این خط ریلی، استان اردبیل را برای اولین بار به شبکه ریلی سراسری کشور متصل می‌کند و از این رو، گام مهمی در یکپارچه‌سازی حمل‌ونقل در کشور محسوب می‌شود.
این اتصال ریلی، پتانسیل حمل‌ونقل بار و مسافر را در منطقه شمال غرب کشور به طور چشمگیری افزایش می‌دهد. برای استان اردبیل که یکی از قطب‌های کشاورزی است و سالانه میلیون‌ها تن محصول تولید می‌کند، دسترسی به شبکه ریلی به معنای کاهش هزینه‌های حمل‌ونقل، افزایش سرعت جابجایی کالا، و دسترسی آسان‌تر به بازارهای ملی و بین‌المللی است. این امر به ویژه برای صنایع استان، مانند کارخانه ذوب آهن اردبیل، که نیاز به حمل مواد اولیه از بنادر جنوبی دارد، حیاتی است.  
پس از تکمیل خط میانه-اردبیل، ادامه این خط به سمت منطقه مغان و مرز بیله‌سوار و پارس‌آباد به عنوان مسیرهای مکمل مطرح شده است: 
- تصال ریلی اردبیل به مرز بیله‌سوار: این اتصال تأثیر عمیقی بر روابط تجاری و حمل‌ونقل با جمهوری آذربایجان و کشورهای حوزه قفقاز و روسیه خواهد داشت. این مسیر می‌تواند به عنوان یک خط استراتژیک برای صادرات و تجارت عمل کرده و بار تولیدی محصولات کشاورزی استان اردبیل را به بازارهای خارجی برساند. همچنین، این اتصال می‌تواند به کوتاه‌تر شدن کریدور شمال-جنوب کمک کند و مسیر ریلی مسکو تا بندر امام را تسهیل نماید. در حال حاضر، بیله‌سوار فاقد راه‌آهن است، اما طرح احداث خط اردبیل-پارس‌آباد که از نزدیکی بیله‌سوار عبور می‌کند، در دست بررسی است. این اتصال، پتانسیل ترانزیتی ایران را به طور قابل توجهی ارتقا می‌دهد و اردبیل را به یک حلقه کلیدی در کریدورهای بین‌المللی تبدیل می‌کند.[۱۶][۳۸]
- توسعه راه‌آهن به سمت بندر انزلی از طریق خلخال: منابع موجود به طور مستقیم به طرح راه‌آهن اردبیل-خلخال-بندر انزلی اشاره نمی‌کنند. اما اتصال ریلی به بندر انزلی و بندر کاسپین، اقتصاد منطقه گیلان را متحول می‌کند و می‌تواند به توسعه صادرات استان اردبیل از طریق دریای خزر کمک شایانی کند. این مسیر می‌تواند به عنوان یک کریدور شرقی-غربی برای اردبیل عمل کرده و دسترسی آن را به بنادر شمالی و از آنجا به بازارهای بین‌المللی از طریق دریا فراهم آورد. مسیر جاده‌ای اردبیل-خلخال نیز وجود دارد که حدود ۱۱۲ کیلومتر است.

#### توجیه‌پذیری مسیرهای مکمل
با تکمیل راه‌آهن میانه-اردبیل و به ویژه با توسعه آن به سمت مغان و مرز بیله‌سوار، استان اردبیل می‌تواند به یکی از چهار کریدور اصلی شمال-جنوب جمهوری اسلامی ایران تبدیل شود. این امر، نقش بسزایی در ترانزیت و حمل‌ونقل بین‌المللی ایفا خواهد کرد و می‌تواند کشورهای آسیای شرقی را از طریق ریل به کشورهای همسایه شمال غربی متصل کند.
از نظر فنی، فاصله اردبیل تا پارس‌آباد از نظر توپوگرافی پیچیدگی زیادی ندارد و در مقایسه با مسیر میانه-اردبیل، هموارتر است. این امر می‌تواند هزینه و زمان اجرای آن را کاهش دهد.
از نظر اقتصادی، در حالی که برخی کارشناسان ملی توجیه اقتصادی خط اردبیل-پارس‌آباد را زیر سوال می‌برند و معتقدند که این منطقه فاقد بارهای معدنی یا صنعتی کلان است ، مقامات استانی و نمایندگان مجلس بر اهمیت آن برای صادرات محصولات کشاورزی و اتصال به بازارهای قفقاز و روسیه تأکید دارند.
در مقایسه با خط رشت-آستارا، برخی کارشناسان پیشنهاد کرده‌اند که اتصال راه‌آهن از طریق اردبیل به آستارا (۷۵ کیلومتر) به دلیل فاصله کمتر و زمین‌های صاف‌تر، مقرون‌به‌صرفه‌تر و از نظر زیست‌محیطی کم‌تأثیرتر (پوشش گیاهی کمتر) خواهد بود. این مسیر می‌تواند هزینه سرمایه‌گذاری را تا یک‌سوم کاهش دهد. 